# Johnny 100 pesos
Johnny 100 pesos, és una pel·lícula xilena dirigida per Gustavo Graef-Marino, que va ser estrenada l'any 1993. La pel·lícula va ser seleccionada per representar Xile a l'Oscar a la millor pel·lícula de parla no anglesa en els Premis Oscar de 1993, però no fou nominada.
En 2017 va ser estrenada la seva seqüela, Johnny 100 pesos: Capítulo 2.

## Fets reals
En 1990, Marcelo de Jesús Gómez Lizana va protagonitzar el primer assalt amb presa d'ostatges de Xile, en l'edifici situat en carrer Estado 57, Santiago de Xile. Tenia 18 anys. Aquesta història va ser la base de Johnny cent pesos. Gómez està empresonat al Centre de Compliment Penitenciari Colina 1 per una condemna de 22 anys i sis mesos a causa de sis delictes acreditats al maig de 1999 pel llavors Segon Jutjat del Crim: robatori amb intimidació reiterat, segrest, violació d'estatge, infracció a la llei de tinença d'armes, tràfic de drogues i suplantació d'identitat. El terme de la seva condemna està fixat per a 2022, quan Gómez tingui 50 anys.
| « | A mi no em ve a veure ningú de la meva família, tots es van allunyar. He passat més anys pres que lliure i tots han lucrat amb mi, com la gent que va fer la pel·lícula sobre mi i que es va fer rica. L'únic que no ha guanyat res sóc jo, què he guanyat jo? És com si tots s'haguessin oblidat de mi | » |

## Argument
Santiago de Xile en 1990, disset anys de dictadura militar han acabat. Després de set mesos de democràcia un col·legial de 17 anys, anomenat Juan García García àlies el Johnny (Armando Araiza), s'ha unit a una colla de criminals de poca categoria (amb membres com el "Loco") per a realitzar un robatori a un videoclub que serveix per a aparentar l'il·lícit de rentada de diners
En primera instància, Johnny pren un autobús amb una arma a la seva motxilla, se li escapa un tret, el xofer deté el bus i tracta de persuadir Johnny. Aquest s'escapa i es dirigeix al lloc on es durà a terme el robatori, lloc on es desenvolupa gran part de l'argument de la pel·lícula. Johnny entra al departament on suposadament es lloguen pel·lícules, minuts després arriben els seus companys d'atracament. El grup ràpidament s'adona que els diners són mantinguts en una oficina tancada per Don Alfonso (Luis Gnecco) i la seva secretària/amant, Gloria (Patricia Rivera).
El pla anava perfecte però en veure que la policia se'ls acostava la banda es veu obligada a prendre als ocupants del videoclub com a ostatges. A causa d'això, la banda es veu envoltada per la policia. El robatori ràpidament es transforma en una situació de segrest, i el grup es veu identificat en televisió quan alguns periodistes troben el carnet d'identificació de Johnny.
El videoclub es troba en el pis vuitè d'un edifici al carrer Estado (Santiago centro). Aquest lloc està localitzat a passos del palau de La Moneda per la qual cosa el govern ha de prendre cartes en l'afer. S'involucra en l'acció Carabiners (policia xilena) a fi de persuadir a l'opinió pública i aconseguir que el govern no es vegi involucrat en les morts o ferits que provoqui aquest fet delictiu. A mesura que es desenvolupa el delicte, Gloria tracta de seduir Johnny, aconseguint colpejar-lo amb un paella i robar-li la seva arma.
Aquest assalt i posterior segrest és cobert en viu per la premsa de l'època, causant un gran enrenou a nivell nacional pels despatxos que aconsegueix un noticiari, el qual es dirigeix al col·legi i casa de Johnny. Finalment els assaltants aconsegueixen negociar amb Carabiners el seu arrest i detenció. Quan gran part de la banda es lliura a la policia, Johnny pren la seva arma i es dispara. La pel·lícula acaba amb la imatge de Johnny dins d'una ambulància.

### Temàtica
La història es desenvolupa en el context històric de Xile al començament de la transició cap a la democràcia. Es visualitza en l'argument de la pel·lícula un rerefons social; Johnny és un jove escolar que viu amb la seva mare en una població marginal de Santiago. El seu pare ha abandonat la llar per la qual cosa la mare de Johnny ha de treballar, descurant el quefer diari del seu fill.

## Repartiment
- Armando Araiza - Jonathan "Johnny".
- Patricia Rivera - Gloria.
- Luis Gnecco - Alfonso.
- Willy Semler - Alfredo "Freddy".
- Paulina Urrutia - Patricia "Paty".
- Sergio Hernández - Mena Mendoza.
- Boris Quercia - "El Parker".
- Aldo Parodi - "El Loco".
- Rodolfo Bravo - Washington.
- Luis Alarcón - Juez.
- Cristián Campos - Beaucheff.
- Eugenio Morales - Leonel "Leo".
- Patricia Guzmán - Mare de Johnny.
- Jose Manuel Salcedo - Infante.
- Aldo Bernales - Rebolledo.
- Hugo Medina - Professor.
- Gabriela Hernández - Conserge.
- Patricio Bunster - "El Abuelo".
- Claudio Viancos - Carlos.
- Valeria Chignoli - Locutora de TV.
- Roberto Sancho - Comandant de Policia.
- Alfredo Ahumada - Pilot d'Helicòpter.
- Elena Ahumada - Secretària del Comandant de Policia.